# 龐璁
龐璁（1463年—？），字潤夫，武功左衛官籍山東恩縣人，明朝政治人物。

## 生平
弘治五年（1492年）壬子科順天鄉試第一百三名舉人。弘治六年（1493年）中式癸丑科會試第一百十一名，三甲第四十三名進士。历官工部营缮司员外郎，正德二年（1507年）以事降三级调外任。贬湖广岳州府推官，正德五年任德安府同知，升岳州府知府。九年正月考察以不謹閑住。

## 家族
曾祖龐友直，百戶；祖父龐貴，百戶；父龐福，百戶。母金氏(封安人)。具庆下。